# Distrikt Ammassalik
Ammassalik ist seit 2009 ein grönländischer Distrikt in Ostgrönland. Er ist deckungsgleich mit der von 1963 bis 2008 bestehenden Gemeinde Ammassalik.

## Lage
Der Distrikt Ammassalik liegt im Osten Grönlands. Er grenzt im Norden an den Distrikt Ittoqqortoormiit, im Süden an den Distrikt Nanortalik.

## Geschichte
Die Gemeinde Ammassalik entstand 1963 durch die Dekolonialisierung des Kolonialdistrikts Angmagssalik. Bei der Verwaltungsreform 2009 wurde die Gemeinde Ammassalik in die Kommuneqarfik Sermersooq eingegliedert und zu einem Distrikt.

## Orte
Neben der Stadt Tasiilaq befinden sich folgende Dörfer im Distrikt Ammassalik:
- Isertoq
- Kulusuk
- Kuummiit
- Sermiligaaq
- Tiilerilaaq

Daneben befanden sich die folgenden mittlerweile verlassenen Siedlungen in der damaligen Gemeinde bzw. im heutigen Distrikt:
- Ikkatteq
- Pikiittit
- Qernertivartivit
- Skjoldungen
- Umiivik

## Wappen
Das Wappen ist horizontal weiß-blau geteilt und zeigt drei Lodden in verwechselten Farben. Die Lodden sind eine Anspielung auf den Gemeindenamen („Ort mit Lodden“). Das Wappen wurde 1972 angenommen.

## Bevölkerungsentwicklung
Die Einwohnerzahl des Distrikts ist relativ konstant.